# Черкаський район (1923—2020)
Черка́ський райо́н — колишня адміністративно-територіальна одиниця Черкаської області. Площа — 1618 км² (7,74 % від площі області). Адміністративний центр — місто Черкаси.
25 жовтня 2020 року було укрупнено внаслідок адміністративно-територіальної реформи

## Загальні відомості
Черкаський район розташований у східній частині Черкаської області. Він простягнувся смугою уздовж правого берега Дніпра на 76 км і шириною до 25 км, займаючи площу трохи більше, ніж 1,6 тисяч квадратних кілометрів.
Територія району розташована на Придніпровській височині. Поверхня низинна, подекуди покрита лісами, поступово уступами знижується до Дніпра. На північному заході району високий і вузький Мошногірський кряж. З східного боку від нього у південно-західній частині району знаходиться Ірдинсько-Тясминська низина з величезним Ірдинським болотом, у якому значне місце займає торф'яне Ірдинське родовище, площа якого 4792 га з середньою товщиною торф'яного шару 2,75 м. Річки Дніпро і його притоки Рось, Вільшанка і частково Тясмин — обрамовують територію району.
Район безпосередньо межує з Канівським, Корсунь-Шевченківським, Городищенським, Смілянським, Кам'янським, Чигиринським районами, по Дніпру — з Золотоніським та Чорнобаївським районами. Особливості рельєфу, кліматичних умов і ґрунтів визначають рослинний і тваринний світ місцевості. Район лежить у південній лісостеповій зоні. Ліси займають 62,6 тис. га. Цією особливістю Черкаський район вирізняється серед інших районів області. Найбільший лісовий масив — Черкаський бір, що розкинувся на правому березі Дніпра біля Черкас.

## Демографія
Населення станом на 01.09.2011 р. — 76,7 тисяч осіб, у тому числі сільського — 75,8 тисяч осіб, міського — 0,9 тисяч осіб. Національний склад населення району одноманітний: 96,4 % українці, 2,9 % — росіяни, 0,2 % — білоруси, 0,5 % — інші нації.
Густота населення — 49 чоловік на 1 квадратний кілометр.
На території району розташовані 39 населених пунктів, з них — 38 сіл, 1 селище міського типу: Ірдинь.
Місцеву владу району, крім районної державної адміністрації та районної ради, презентують 22 сільських та 1 селищна ради.
Найбільшими селами району є Руська Поляна, Червона Слобода, Білозір'я, Мошни.

## Найбільші населені пункти
Тут подано лише перелік найбільших населених пунктів району. Список усіх населених пунктів знаходиться тут.
| №  | Населений пункт | Населення, осіб (2001) | Населення, осіб (2015) |
| -- | --------------- | ---------------------- | ---------------------- |
| 1  | Червона Слобода | 9 501                  | 9 896                  |
| 2  | Руська Поляна   | 8 808                  | 8 234                  |
| 3  | Білозір'я       | 8 506                  | 8 100                  |
| 4  | Мошни           | 4 799                  | 4 622                  |
| 5  | Леськи          | 4 188                  | 4 114                  |
| 6  | Яснозір'я       | 3 695                  | 3 476                  |
| 7  | Дубіївка        | 3 360                  | 3 243                  |
| 8  | Геронимівка     | 2 988                  | 3 058                  |
| 9  | Хацьки          | 3 105                  | 3 055                  |
| 10 | Сагунівка       | 3 327                  | 3 021                  |

## Транспорт
Територію району вздовж і впоперек перетинають автошляхи, які єднають обласний центр з містами і районами Черкащини, зокрема, Смілою, Золотоношею, Каневом, Чигирином.
Основні з них:
- національного значення Н16, що з'єднує м. Золотоноша та м. Умань;
- регіонального значення Р10, що з'єднує м. Канів та м. Кременчук.

Довжина автомобільних шляхів — 320,9 км (101.2 км — державного значення, 219,7 км — місцевого значення), у тому числі з твердим покриттям — 320,9 км. Пролягає тут також ділянка залізниці Москва — Одеса зі станціями Черкаси та Білозір'я.

## Природно-заповідний фонд
На території району розташовано 45 об'єктів природно-заповідного фону. Серед них два загальнодержавного значення — Русько-Полянський ботанічний заказник та пам'ятка природи Мошенська діброва. Місцевого значення:
- 15 заказників — Дахнівський, Імшан, Ірдинське болото, Мошнівська охоронна зона, Мошнівський, Мошногірський, Озеро, Осокінські острови, Плавучий, Прироські луки, Рогозинські острови, Сфагнове болото, Русько-Полянський приболотний, Старий Тясмин, Степанківський ;
- 28 державних пам'яток природи.

## Політика
25 травня 2014 року відбулися Президентські вибори України. У межах Черкаського району було створено 48 виборчих дільниць. Явка на виборах складала — 63,06 % (проголосували 39 670 із 62 905 виборців). Найбільшу кількість голосів отримав Петро Порошенко — 57,30 % (22 730 виборців); Юлія Тимошенко — 13,78 % (5 465 виборців), Олег Ляшко — 12,42 % (4 927 виборців), Анатолій Гриценко — 8,22 % (3 259 виборців). Решта кандидатів набрали меншу кількість голосів. Кількість недійсних або зіпсованих бюлетенів — 0,86 %.